# Sr. Sinistro
Sr. Sinistro é o alter-ego de Nathaniel Essex. Ele faz parte do Universo Marvel, aparecendo com maior regularidade nas histórias dos X-Men. Sua primeira aparição foi na revista Uncanny X-men #213 (1987).
Em 2008 foi rankeado pelo site Marvel.com em 6° lugar no Top 10 de maiores vilões do Universo da Marvel Comics.

## História
Sinistro foi originalmente um médico humano brilhante que viveu na Inglaterra Vitoriana. Obcecado pela cura da doença de sua mulher, ele começou a fazer experimentos. Experimentava as possíveis curas nele mesmo, o que fez com que ganhasse o controle total das moléculas de seu corpo, podendo disparar rajadas de energia, ter a capacidade de se regenerar e mudar sua aparência (transmorfismo). Ele sempre foi um cientista com teorias avançadas para sua época, prevendo as mutações que viriam um dia. Porém suas ideias pouco ortodoxas o fizeram ser rejeitado pela sociedade e por sua esposa em 1857, deixando-o vulnerável a Apocalipse que lhe deu uma pele prateada e lhe retirou a capacidade de possuir sentimentos, fazendo com que ele perdesse a humanidade. Coincidentemente, seu aspecto é muito parecido com o de Colossus quando se transforma em aço.
Com a hibernação de seu "mestre", Sinistro deu prosseguimento aos seus planos ao longo das décadas, sempre buscando, a qualquer custo, o completo conhecimento e controle da evolução humana. Apesar de tornado imensamente poderoso, a programação que Apocalipse fez em sua mente aparentemente apresenta uma falha: embora o fato ocorra raramente, Sinistro ainda é capaz de manifestar emoções, como em um episódio ocorrido nos anos 30, em que ele aparentemente se apaixonou pela jovem Faye Livingstone.
Atualmente, parece ter sido morto após uma cilada de Mística, que forçou seu contato com a pele de Vampira nos eventos ocorridos em "Complexo de Messias". Ele agora, esta incorporado no corpo de Claudine Renko, a Srta. Sinistra.

## Sinistro e Cable
Atuando como assecla de Apocalipse, Sinistro estudou a combinação de diferentes genes por cerca de um século e chegou a conclusão de que a combinação dos genes de Ciclope e Jean Grey geraria um mutante de incrível poder, atingindo-se o ápice da evolução humana. Quando Destrutor e Scott ficaram aparentemente órfãos, Sinistro tratou de separar os irmãos, achando uma família adotiva para Alex, e levando Scott para um orfanato em Nebraska. Nesse ínterim, coletou uma amostra de sangue de Jean Grey para confirmar suas teorias.
Com a suposta morte de Jean Grey na Lua, Sinistro criou a partir do seu DNA, Madelyne Pryor, um clone, e a colocou na vida de Scott. Com o tempo os dois se apaixonaram e casaram. Maddy deu à luz Nathan Cristopher, um bebê com poderes telecinéticos, mas antes que Sinistro pudesse manipular a criança, Madelyne descobriu sua verdadeira origem, se uniu ao demônio Nastirth e tornou-se a Rainha dos Duendes (saga Inferno). Após a morte de sua mãe, Nathan foi criado por seu pai e por Jean Grey, que não havia morrido. Antes que Sinistro pudesse tentar capturar o menino, Apocalipse sentiu que ele poderia ser uma ameaça futura e o infectou com um Vírus Tecnorgânico (o Tecnovirus), não restando a Ciclope outra opção senão enviar seu filho ao futuro onde seria curado, se tornando o mutante chamado Cable.

## Poderes e habilidades
Nathaniell tem total controle sobre as moléculas de seu corpo, tendo inúmeros poderes tais como telepatia, descargas energéticas, fator de regeneração e também uma capacidade de imortalidade, a sua disposição. Também possui intelecto altamente desenvolvido e imenso conhecimento sobre os mutantes do mundo, se gabando de ter em seu banco de dados registros de todos os mutantes existentes no Planeta Terra.

## Massacre de Mutantes
Com sua uma obsessão pela pureza genética, Sinistro criou uma equipe de mutantes mercenários chamada Carrascos liderada por Gambit, para chacinar centenas de  Morlocks que viviam nos túneis subterrâneos dos esgotos de Manhattan, e eram considerados geneticamente impuros. Esse evento ficou conhecido como Massacre de Mutantes.

## Estratagemas
Por motivos que só ele sabe, Sinistro às vezes ajuda os X-Men, como quando salvou a vida de Wolverine após seu Adamantium ter sido removido; ajudou Lamúria a controlar seus poderes (antes dela escapar); permitiu que Polaris e Destrutor escapassem de um ataque de Maligna, e ajudou Gambit a impedir, no século XIX, que os segredos de Apocalipse fossem revelados à Cassandra Nova. Geralmente, em cada ajuda, ele pede algo em troca.
Sinistro já conduziu dezenas de experimentos, dentre eles a criação de uma raça de "desviantes" a partir de uma clínica obstétrica que possuia no seculo XIX. Criou um clone de Namor, o Príncipe Submarino, a serviço dos Nazistas, chamado N-2, que podia absorver e projetar água, enfrentando e sendo derrotado pelo Tocha Humana Original e o Capitão América. Como Esses, influenciou o Herbert Whyndham a tornar-se o Alto Evolucionário. Quando Colossus se sacrificou para propagar a cura do Vírus Legado, ele ofereceu a Noturno a chance de criar um clone do X-Man, mas a oferta foi recusada.
Por se caracterizar como um geneticista desprovido de moral, Sinistro não têm o objetivo de dominar ou destruir a Terra. Desta maneira, ele já ajudou os heróis da Terra algumas vezes, sempre que verificava que determinada ameaça era prejudicial à vida, de maneira que impedisse o ser humano de atingir todo o seu potencial genético. Dessa maneira, ele é um inimigo declarado do próprio Apocalipse, pois acredita que a filosofia de "sobrevivência do mais forte" de En Sabah Nur, leva a uma destruição excessiva. Outra ocasião em que ele ajudou os heróis da Terra, foi contra a ameaça de Massacre que também almejava a destruição de toda a vida humana.
Sinistro atualmente aparece no Programa Arma X usando a alcunha de Dr. Windsor, onde aparentemente salva mutantes da "Terra do Nunca", mas na verdade os leva para seu laboratório e faz experimentos com eles. Por estar lá dentro, tem acesso a todos os segredos do Programa, mas não tem feito uso deles, pois mantém sua identidade em segredo.

## Em outras mídias

### Desenhos Animados
- Sinistro aparece nas séries X-Men: Animated Series, Homem-Aranha: A Série Animada e Wolverine and the X-Men.
- Em X-Men: Evolution sua participação foi sugerida por um dos produtores, mas não foi possível, por causa da grande quantidade de vilões já estabelecidos na série.

### Filmes
- No filme X-Men: Apocalypse, na cena pós-créditos, um grupo de homens carregam uma maleta contendo frascos com um líquido (não expecificado, um deles escrito "Arma X", provavelmente de Wolverine) e que há escrito na maleta "Essex Corp", indicando a possível existência de Sr. Sinistro no universo dos filmes.

### Videogames
- Sinistro aparece no jogos X-Men Legends ll: Rise of Apocalypse, Deadpool, Marvel Heroes, no game para celular Marvel Torneio de Campeões, e na versão para facebook do jogo Marvel: Ultimate Alliance.

## Ligações Externas
«Sr. Sinistro» (em inglês). no Marvel.com